# Tor di Quinto
Tor di Quinto è il diciottesimo quartiere di Roma, indicato con Q. XVIII.
Il toponimo indica anche la zona urbanistica 20A del Municipio Roma XV di Roma Capitale.
Il nome deriva da una torre posta al V miglio dalla Porta Ratumena.

## Geografia fisica

### Territorio
Si trova nell'area nord della città, a ridosso della sponda destra del fiume Tevere e della sponda destra del rivolo dell'Aniene, affluente del primo.
Il quartiere confina:
- a nord con il suburbio S. I Tor di Quinto[1] e con la zona Z. LVI Grottarossa[2]
- a est con la zona Z. I Val Melaina[3]
- a sud con il quartiere Q. II Parioli[4]
- a ovest con il quartiere Q. XV Della Vittoria[5]

La zona urbanistica confina:
- a nord con le zone urbanistiche 20E Grotta Rossa Ovest e 20F Grotta Rossa Est
- a est con la zona urbanistica 4L Aeroporto dell'Urbe
- a sud con la zona urbanistica 2Y Villa Ada e 2A Villaggio Olimpico
- a ovest con la zona urbanistica 20D Farnesina

## Storia
Il quartiere viene definito ufficialmente, insieme al suburbio omonimo, il 1º marzo 1954, mediante variazione del dizionario toponomastico, dalla suddivisione del precedente suburbio S. I Parioli in due comprensori: quartiere Q. XVIII Tor di Quinto e suburbio S. I Tor di Quinto.
Tor di Quinto conobbe un forte impulso edilizio-urbanistico negli anni cinquanta e negli anni sessanta con l'espansione della zona nord della città.
Fino al 1930-1940 Tor di Quinto era considerata una zona praticamente fuori città. L'ultimo "avamposto" prima di raggiungere Tor di Quinto era piazzale di Ponte Milvio, dal quale si poteva arrivare per mezzo di un tranvai (la linea 101) ad una delle propaggini settentrionali del quartiere, ossia il capolinea di via dei Due Ponti. Il mezzo pubblico, chiamato dal popolo "er tranvetto" o anche "er 101", collegava due zone che all'epoca dei citati periodi storici erano considerate remote dai più, anche se da Ponte Milvio (chiamato dal popolo romano ancora oggi "Ponte Mollo") si potevano raggiungere facilmente un quartiere altolocato come i Parioli o il popoloso Flaminio.
I Parioli ospitavano la classe alta, il Flaminio la classe media, medio-alta e i ceti artigianali, Ponte Milvio la classe medio-bassa operaia e artigianale, mentre Tor di Quinto, a causa della vocazione "campagnola" e "fuori porta", ospitava una classe medio-bassa contadina (i cosiddetti "vignaroli", piccoli orticoltori/braccianti locali che operavano proprio in quelle zone ove ora vi sono numerose civili abitazioni). Nella zona non c'erano case organicamente distribuite, ma una sorta di villaggio sparso su un territorio che andava da quello che oggi è corso Francia (alcune vecchie case del periodo sono ancora visibili) a via dei Due Ponti, passando per i pressi della caserma di Cavalleria che occupava anche le zone che sono ora di pertinenza dei Carabinieri e di un centro sportivo della Marina militare.
Inoltre, sul viale di Tor di Quinto, vi sono ancora antiche strutture di epoca umbertina, separate dai "Lancieri di Montebello" dove l'Arma di cavalleria si addestrava e dove si disputavano tornei equestri di spessore nazionale e internazionale. In tali strutture furono girate nel 1936 anche alcune sequenze del film Cavalleria, con Amedeo Nazzari, Elisa Cegani, Ernst Nadherny, Enrico Viarisio, Anna Magnani, Mario Ferrari, Silvio Bagolini per la regia di Goffredo Alessandrini.

## Descrizione
Tor di Quinto, ancora fino ai primi anni settanta del ventesimo secolo, era considerata zona periferica: basti pensare che in tali periodi si potevano vedere pascolare armenti in alcuni luoghi (nei pressi di via Monterosi) e, più che in altre zone romane, il circondario rammentava come fosse ancora verace (anche se solo in certi rari tratti) la campagna romana con i tipici acquitrini che permanevano anche molto tempo dopo le piogge.
Sempre a Tor di Quinto fu costruita in epoca umbertina una grande struttura detta del TSN (Tiro a Segno Nazionale), tuttora esistente e ubicata sul lungo viale omonimo.
Ad un capo di corso di Francia (verso il centro della città), si trova un monumento ai Caduti di Tor di Quinto nella Grande Guerra realizzato nel 1924 sul quale si trova incisa la scritta in lingua latina: "VICTORES VICTVRI", "Coloro che vincono saranno i vincitori". Tale monumento fu sezionato e trasportato, negli anni sessanta, da una zona limitrofa, al luogo dove attualmente è ubicato ove fu ricostruito e riposizionato, ciò a causa di sostanziali lavori di ampliamento stradale nella zona di Corso di Francia, appunto. Il monumento riporta 52 caduti durante la prima guerra mondiale ed esiste una targa con la seguente incisione: "ROMANI DI TOR DI QVINTO/ IN GVERRA LIBERATRICE/ DI COSCIENZE E DI TERRE DALLO STRANIERO/ PER TE ITALIA/ LE FIORENTI VITE CONSACRAMMO/ AL TVO FATO D'IMPERO/ E VIGILI SIAMO/ SPIRITI ANTICHI E NVOVI/ LEGIONARI DI ROMA/ A DIFESA E CVSTODIA/ DI LEGGI SANTE E CON FINI GIVSTI/ MCMXXIV". Il monumento è stato inserito in un atto discusso in Consiglio del Municipio per essere restaurato e valorizzato.
Sulla lapide è riportato l'elenco delle vittime che il quartiere Tor di Quinto subì durante la Prima guerra mondiale, l'elenco è diviso sui due lati del monumento e così composto: Lato sinistro (guardando il monumento) Lato destro (guardando il monumento) 1. AIOZZI MARIO 2. LAROCCHI BARDO 3. BANCI CESARE 4. BARBARELLA LUIGI 5. BONIFAZI BONIFAZIO 6. CALICCIA PIETRO 7. CARDARELLI CESARE 8. CARDINALI VITALIANO 9. CINGOLANI ROMOLO 10. CLEMENTI ATTILIO 11. COLAZZAANTONIO 12. CRISTOFANI ANTONIO 13. CRISTOFANI LUIGI 14. CROCE GIUSEPPE 15. D'ALFONSO GIOVANNI 27. MAGINI GIOVANNI 28. MARINELLI NICOLA 29. MARINI ALBERTO 30. MALPILLI ATTILIO 31. MENICHELLI ROMOLO 32. MOTTILANGELI GIOVANNI 33. NECCI GREGORIO 34. IACELLI NICOLA 35. PAPI GIOVANNI 36. PAPI ARBACE 37. BAZZILLI GIUSEPPE 38. PILONI BENIAMINO 39. PICCHERI UMBERTO 40. PIERI DOMENICO 41. PROIETTI MICHELE 1 16. DI VALENTINO MARIO 17. FEDERICI MARIO 18. FILIPPETTI GUERRINO 19. FEDERICI MARIO 20. FILIPPETTI GUERRINO 21. FIORELLI ANGELO 22. GILENETTI ANTONIO 23. GROSSI GIUSEPPE 24. IACOANGELI FLORINDO 25. IANNONE GIOVANNI 26. LIBERATI CORRADINO 42. RAIMONDI BENEDETTO 43. PULITI LORENZO 44. RAFFAELLI ANASTASIO 45. ROMANELLI LUIGI 46. SCARAMUCCI GIUSEPPE 47. SCAVOLINI FERDINANDO 48. SCORTICHINI ARMANDO 49. TEMPESTILLI GIOVANNI 50. TUDISCO GENESIO 51. VAY MARIO 52. VITALUCCI BERNARDINO. L'atto che prevede la restaurazione e valorizzazione è il con numero di Protocollo CU/2022/0110764 del 23/11/2022 a firma del Consigliere Massimiliano Petrassi
Durante gli anni venti/trenta, a Tor di Quinto, fu edificata la R. Scuola Elementare "Ferrante Aporti".
Il quartiere ospita alcune caserme militari tra cui:
- la Caserma Salvo D'Acquisto M.O.V.M., sede del C.N.S.R. (Centro nazionale di selezione e reclutamento) dell'Arma dei Carabinieri, del Comando delle unità mobili e specializzate carabinieri "Palidoro" nonché del 4º Reggimento carabinieri a cavallo (quest'ultimo inquadrato nella I Brigata Mobile). La caserma è situata lungo viale di Tor di Quinto, all'altezza di via Federico Caprilli.
- la caserma M.O.V.M. Cap. Camillo Sabatini, sede dell'8º Reggimento Cavalleria "Lancieri di Montebello". Il Reggimento si rese protagonista, assieme ad altri reparti italiani di stanza nella Capitale, nei violenti scontri successivi al collasso politico/militare dell'8 settembre 1943 nei confronti dei germanici e infatti l'ufficiale cui oggi è dedicato il nome della caserma fu decorato con il massimo riconoscimento al valor militare, la medaglia d'oro (alla memoria) proprio a causa di tali tragici fatti.

Per la descrizione degli avvenimenti che portarono alla concessione di tale medaglia vedasi sito della Presidenza della Repubblica.
Da un punto di vista urbanistico sorgono all'interno del quartiere importanti manufatti/opere pubbliche come il Ponte Flaminio iniziato sul calare degli anni trenta del XX secolo e completato nel 1951 ed anche il Ponte di Tor di Quinto costruito in occasione delle Olimpiadi di Roma del 1960.

## Monumenti e luoghi d'interesse

### Architetture religiose

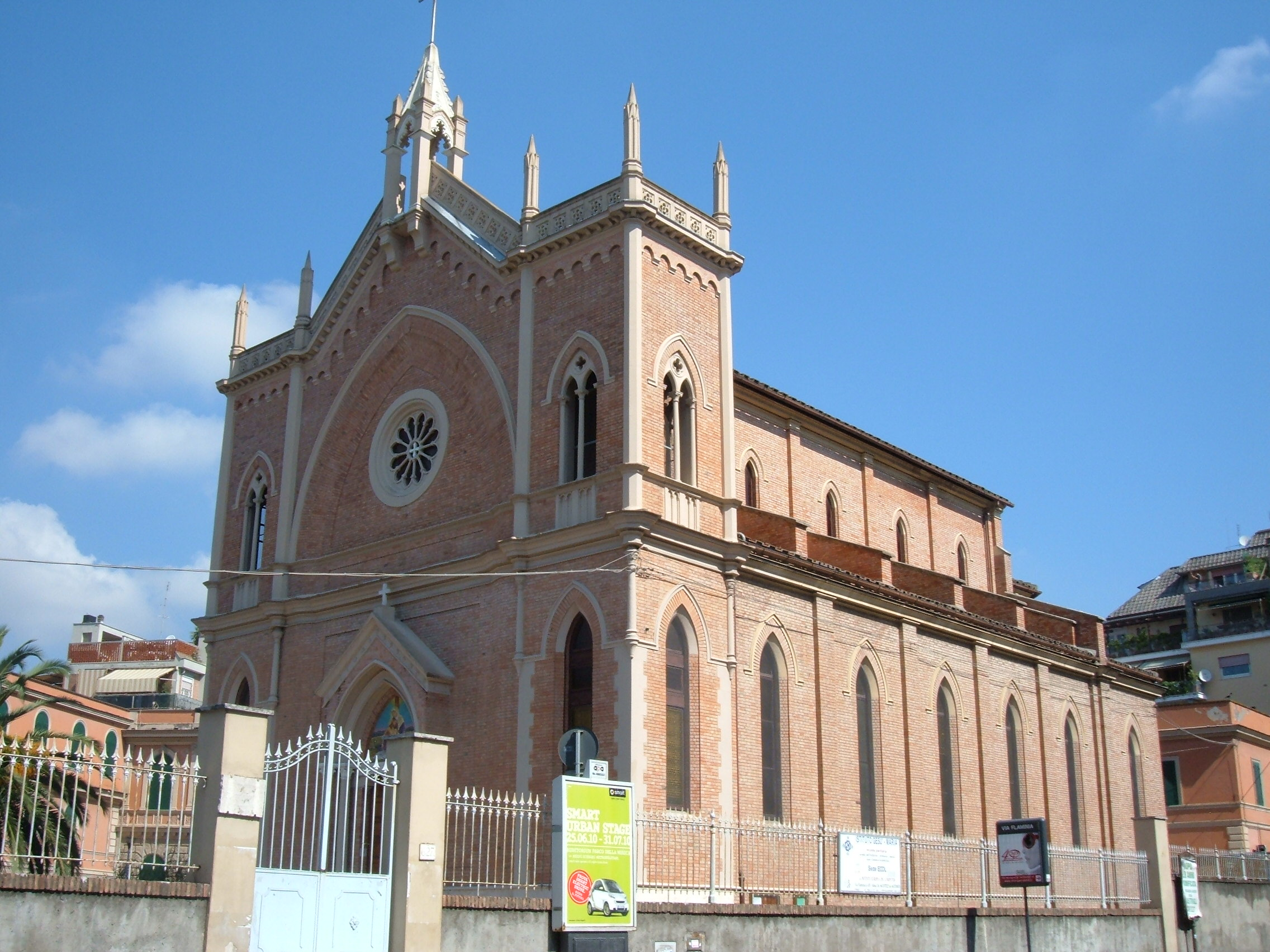
La chiesa di Santa Maria Addolorata

- Chiesa del Preziosissimo Sangue di Nostro Signore Gesù Cristo, su via Flaminia.
- Chiesa di San Gaetano, su via Tuscania.
- Chiesa di Santa Maria Addolorata a Tor di Quinto, su via Flaminia.

Chiesa annessa all'istituto scolastico della Religiose di Gesù e Maria. Luogo sussidiario di culto della parrocchia del Preziosissimo Sangue di Nostro Signore Gesù Cristo.

### Ponti
- Ponte Tor di Quinto
- Ponte Flaminio
- Ponte Milvio

## Infrastrutture e trasporti
Tor di Quinto è servita dalla omonima fermata posta lungo la ferrovia Roma-Civitacastellana-Viterbo, servita da treni regionali ATAC.
Fra il 1906 e il 1932 la località era servita da una fermata della tranvia Roma-Civita Castellana, gestita dalla Società Romana per le Ferrovie del Nord (SRFN).

## Sport

### Calcio
- U.S.D. Tor di Quinto (colori sociali blu cremisi) che, nel campionato 2019-20, milita nel campionato maschile di Prima categoria.[7]
- LUISS U.S. (colori sociali bianco blu) che, nel campionato 2019-20, milita nel campionato maschile di Promozione.[8]

### Calcio a 5
- Sporting Juvenia che, nel 2019-2020, milita nel campionato maschile di Serie B.[9]

### Pallacanestro
- Stella Azzurra Roma che, nel campionato 2019-2020, milita nel campionato maschile di Serie B.[10]
- APD Lasalle che, nel campionato 2019-2020, milita nel campionato maschile di Serie C Silver.[11]

### Football americano
- Grizzlies Roma, squadra che dal 2023 milita nel campionato di seconda divisione.